# VV Alexandria '66
VV Alexandria '66 is een amateurvoetbalvereniging uit de Rotterdamse deelgemeente Prins Alexander en is een van de grootste amateurclubs van Rotterdam met ca. 1000 leden. De club is opgericht in 1966, en speelt sinds 1984 de thuiswedstrijden op "Sportpark Oosterflank". Het standaardelftal speelt in de Tweede klasse zaterdag (2020/21).
In 2010 promoveerde de zaterdagafdeling van Alexandria '66 naar de Eerste klasse en twee jaar later naar de Hoofdklasse waar het verblijf in de Zaterdag hoofdklasse B een seizoen duurde.

## Beloften
De jeugdelftallen van Alexandria '66 spelen op hoog niveau. De belofteploeg behoort tot een select gezelschap van amateurclubs die meespelen in de Onder 21-competitie. Hierin komt het belofte-elftal vooral uit tegen BVO's.

## Competitieresultaten 1982–heden
| 5 4C |

| 7 4C |

| 11 4D |

|  |

|  |

|  |

|  |

|  |

|  |

| 8 4C |

| 8 4C |

| 10 4D |

|  |

| 12 4D |

|  |

| 3 4C |

| 11 3D |

| 2 4D |

| 2 4D |

| 9 3B |

| 12 3B |

| 5 4C |

| 4 3C |

| 1 3C |

| 5 2C |

| 2 2C |

| 4 2D |

| 7 2D |

| 3 2D |

| 6 1B |

| 7 1B |

| 12 B |

| 5 1B |

| 10 1C |

| 14 1B |

| 9 2D |

| 7 2D |

| 10 2D |

| 12* 2D |

| 4* 2D |

| 10 2D |

| 8 2F |

| 5 2F |

| — 2 |

- = Dit seizoen werd stopgezet vanwege de uitbraak van het coronavirus. Er werd voor dit seizoen geen officiële eindstand vastgesteld.

| Tweede divisie | Derde divisie | Vierde divisie | Eerste klasse |
| Tweede klasse  | Derde klasse  | Vierde klasse  | Vijfde klasse |

## Bekende (oud-)spelers/trainers
- Winston Bogarde
- Mustafa Celen
- Edward van Cuilenborg
- Ulrich van Gobbel
- Warner Hahn
- Antoine van der Linden
- Mike Obiku
- Lorenzo Piqué
- Marvin van der Pluijm
- Zépiqueno Redmond
- Jeffrey Rijsdijk
- Nathan Rutjes
- Regilio Seedorf